# Trolejbusy w Bostonie
Trolejbusy w Bostonie – zlikwidowany system komunikacji trolejbusowej w Bostonie w Stanach Zjednoczonych.
Trolejbusy w Bostonie uruchomiono 11 kwietnia 1936, a zlikwidowano 30 czerwca 2023.

## Linie
W końcowym okresie funkcjonowania sieci w Bostonie istniało 7 linii trolejbusowych:
| Numer linii | Trasa                                                      | Data likwidacji |
| ----------- | ---------------------------------------------------------- | --------------- |
| 71          | Harvard Station − Mt. Auburn St. − Watertown Square        | 2022            |
| 72          | Harvard Station − Concord Ave. − Huron Ave.                | 2013            |
| 73          | Harvard Station − Trapelo Road − Waverley Sq.              | 2022            |
| 77A         | North Cambridge Garage − Harvard                           | 2022            |
| SL1         | South Station − Waterfront − Logan Airport                 | 2023            |
| SL2         | South Station − Waterfront − Boston Marine Industrial Park | 2023            |
| SL3         | South Station − Waterfront − Chelsea                       | 2023            |

## Tabor
W latach 2003−2004 zakupiono 28 egzemplarzy 12-metrowych trolejbusów wyprodukowanych przez Neoplana i Škodę. W latach 2004−2006 zakupiono 32 trolejbusy tych samych producentów, tym razem w odmianie 18-metrowej.